# Tischtennisschiedsrichter

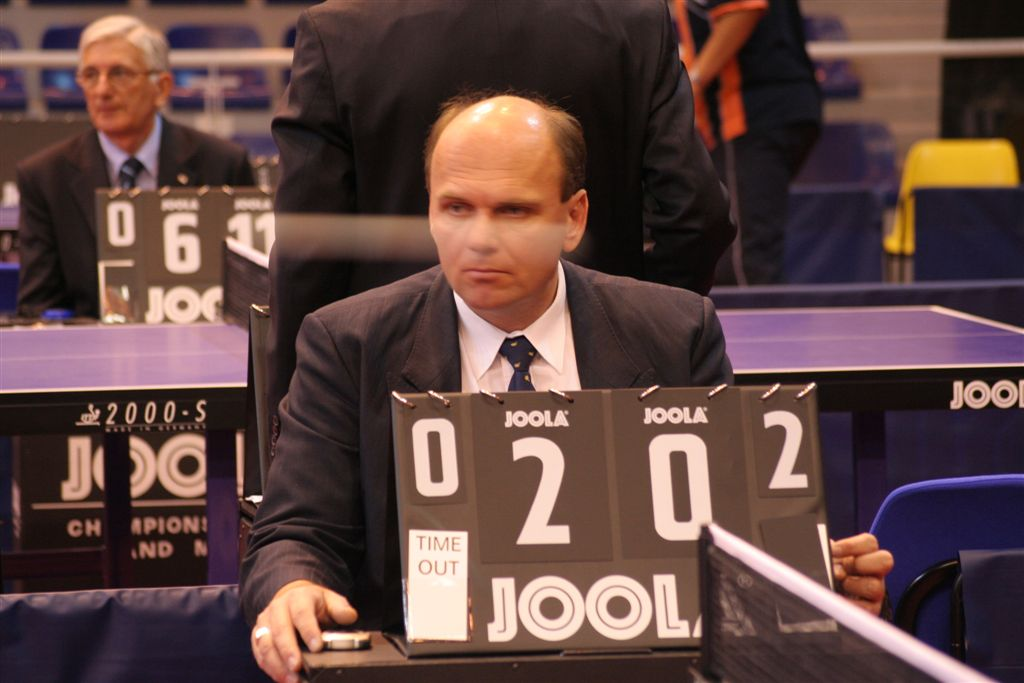
Schiedsrichter

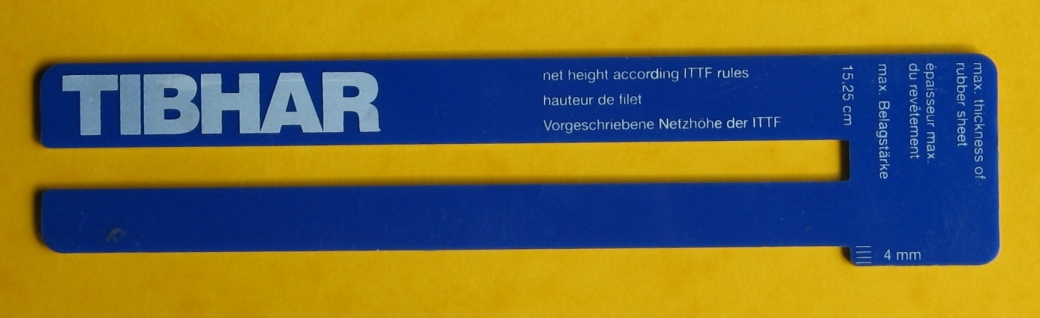
Gerät zum Messen der korrekten Netzhöhe

Ein Tischtennisschiedsrichter ist ein Schiedsrichter mit der Aufgabe, ein einzelnes Tischtennisspiel zu leiten. Dabei kann er von einem Schiedsrichter-Assistenten unterstützt werden.
Die Spiele der 1. Bundesligen der Damen und der TTBL sowie in den 2. Bundesligen und ab der Spielzeit 2014–15 auch in den 3. Bundesligen werden durch einen Oberschiedsrichter und Schiedsrichtern am Tisch („Zähl-SR“/ „SRaT“) geleitet. In den Regional- und Oberligen werden ebenfalls Oberschiedsrichter eingesetzt. Außerdem werden Oberschiedsrichter nach den jeweiligen Ordnungen der Mitgliedsverbände und auf Anforderung eines beteiligten Vereins gestellt.
In den unteren Spielklassen werden meist keine offizielle neutrale Schiedsrichter eingesetzt. Stattdessen fungiert abwechselnd je ein Spieler jeder Mannschaft als Schiedsrichter am Tisch zum Zählen der Begegnungen. Regeltechnisch gibt es keinen Unterschied zwischen einem Schiedsrichter aus einer Mannschaft und einem geprüften, neutralen Schiedsrichter.
In diesen Begegnungen gibt es keinen Oberschiedsrichter. Für die Führung des Spielberichts ist der Gastgeber zuständig. Je nach Verband gibt es im Weiteren unterschiedliche Regelungen. In der Vergangenheit galt manchmal der Mannschaftsführer der Gäste als OSR. Oft nehmen inzwischen die beiden Mannschaftskapitäne der Begegnung kollektiv die Funktionen des Oberschiedsrichters wahr und sind angehalten, anwesende ausgebildete Schiedsrichter zu Rate zu ziehen. Kann zwischen den Kapitänen keine Einigung erzielt werden oder gibt es weiterhin Unstimmigkeiten, so kann jeder der beiden einen Protest in den Spielbericht schreiben. Das Spiel läuft dann „unter Protest“ weiter und die zuständigen Gremien (Spielleiter, Sportgericht) werden im Anschluss eine Entscheidung treffen.
Bei Veranstaltungen des europäischen Verbandes ETTU darf seit Beschluss von 1988 der Schiedsrichter höchstens 65 Jahre alt sein.

## Aufgaben des Schiedsrichters
Gemäß Regelwerk hat der Schiedsrichter sowie ggfls. der Schiedsrichter-Assistent folgende Aufgaben:
Der Schiedsrichter ist verantwortlich dafür,
- Spielmaterial und Spielbedingungen zu überprüfen und den Oberschiedsrichter über etwaige Mängel zu informieren;
- aufs Geratewohl einen Ball auszuwählen;
- Auf-, Rückschlag oder Seite wählen zu lassen;
- zu entscheiden, ob bei einem körperbehinderten Spieler die Bestimmungen der Aufschlagregel gelockert werden können;
- die Aufschlag-, Rückschlag- und Seitenreihenfolge zu überwachen und etwaige Irrtümer zu berichtigen;
- jeden Ballwechsel entweder als Punkt oder Let (Wiederholung) zu entscheiden;
- nach dem festgelegten Verfahren den Spielstand anzusagen;
- zur gegebenen Zeit die Wechselmethode einzuführen;
- für ununterbrochenes Spiel zu sorgen;
- bei Verstößen gegen die Bestimmungen über Beratung und Verhalten einzuschreiten.
- durch Los zu ermitteln, welcher Spieler, welches Paar oder welche Mannschaft das Trikot wechseln muss, wenn die Gegner ähnliche Trikots tragen und sich nicht einigen können, wer seins wechselt.
- dass nur berechtigte Personen am Spielraum (der Box) sind.

Der Schiedsrichter-Assistent
- entscheidet darüber, ob der Ball im Spiel die Kante der Spielfläche an der ihm zugewandten Seite des Tisches berührt hat oder nicht.
- informiert den Schiedsrichter über Verstöße gegen die Bestimmungen über Beratung und Verhalten.

Entweder der Schiedsrichter oder der Schiedsrichter-Assistent dürfen
- entscheiden, ob der Aufschlag eines Spielers falsch ist;
- entscheiden, ob in einem sonst korrekten Aufschlag der Ball bei seinem Weg über oder um die Netzgarnitur diese berührt;
- entscheiden, ob ein Spieler den Ball aufhält;
- entscheiden, ob die Spielbedingungen auf eine Art gestört wurden, die das Ergebnis des Ballwechsels beeinflussen könnte;
- die Dauer des Einschlagens, des Spiels und der Pausen abstoppen.

Entweder der Schiedsrichter-Assistent oder ein zusätzlicher Offizieller kann als Schlagzähler fungieren, um bei Anwendung der Wechselmethode die Schläge des rückschlagenden Spielers oder Paares zu zählen.

## Einsatzbereiche
Es gibt folgende Schiedsrichter, die sich durch eine entsprechende Ausbildung qualifizieren müssen:
- Kreisschiedsrichter (KSR)
- Bezirksschiedsrichter (BSR)
- Verbandsschiedsrichter (VSR)
- Nationaler Schiedsrichter (NSR)

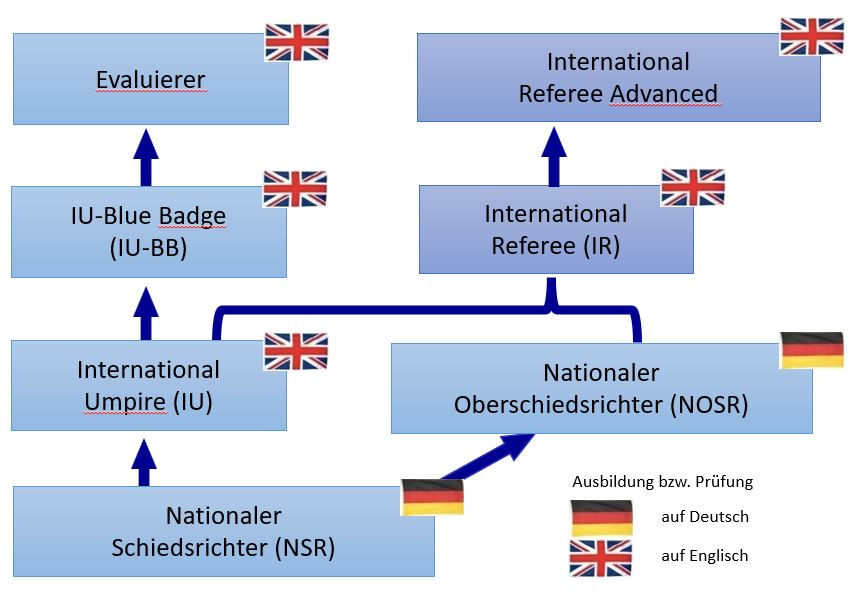

- Nationaler Oberschiedsrichter (NOSR)
- Internationaler Schiedsrichter (IU) – „International Umpire – White Badge“ (seit 1973)
- Blue Badge Umpire – „International Umpire – Blue Badge“ (IU-BB)
- Internationaler Oberschiedsrichter (IOSR) – „International Referee“ (IR)
- Herausragender Internationaler Oberschiedsrichter (keine offizielle Übersetzung) – „Advanced International Referee“ (AIR)

Schiedsrichter können am Tisch eingesetzt werden oder als Oberschiedsrichter.
Ein Tisch-Schiedsrichter und ggf. sein Assistent leiten eine einzelne Begegnung. Er achtet unter anderem auf korrekte Aufschläge, zeigt die Punkte an und sorgt für einen reibungslosen Ablauf dieses Spiels.
Ein Oberschiedsrichter überwacht den gesamten Wettkampfverlauf, nicht aber eine einzelne Begegnung. Er überprüft unter anderem die ordnungsgemäßen Verhältnisse des Spielortes, die korrekten Mannschaftsaufstellungen und die einheitliche Spielkleidung der Mannschaften. Im deutschen Mannschaftsspielbetrieb werden Oberschiedsrichter in den Bundesligen, Regionalligen und Oberligen sowie auf Anforderung eingesetzt. Bei größeren internationalen Wettkämpfen sind ein Oberschiedsrichter und mehrere „Deputies“ im Einsatz, denen der Oberschiedsrichter klare Bereiche seiner Kompetenzen überträgt.
Die Aufgaben des Oberschiedsrichters werden meist ab der Lizenzstufe Verbandsschiedsrichter in zunehmendem Maße vermittelt und geprüft. Die oben genannten Lizenzstufen bilden keine rein hierarchische Ordnung, sondern splitten sich nach dem Nationalen Schiedsrichter zweigleisig auf. Der IU und IU-BB qualifiziert sich für die Arbeit am Tisch; die Lizenzstufen NOSR, IR (nach bestandener IU-Prüfung) und AIR hingegen für den Einsatz als Oberschiedsrichter.
Auch bei vorangehenden Lizenzstufen gibt es bereits Unterschiede. Nicht alle Verbände haben alle Schiedsrichterstufen und die Bezeichnungen unterscheiden sich. So beginnt der Tischtennis-Verband Niedersachsen TTVN mit dem VSR als unterster Stufe. Auch der Westdeutsche Tischtennis Verband WTTV schaffte den BSR seit Juni 2009 offiziell ab. Der Fachverband Tischtennis Bremen FTTB beginnt mit dem BSR (Ausbildung als SRaT) und geht zum VSR (Ausbildung als OSR) über. Der Bayerische Tischtennis-Verband BTTV hat ein ähnliches Modell mit BSR-B, BSR-A, und VSR. Die folgende Tabelle gibt einen Überblick über die Lizenzstufen der einzelnen Verbände. Untereinanderstehende Lizenzen entsprechen einander. Alle Verbände sind mit der Ausbildung zum NSR durch den Deutschen Tischtennis-Bund auf den gleichen Stand (rechte Spalte). Dieser national einheitlichen Ausbildung schließen sich die weiteren an.
Im Kontext der allgemeinen Nachwuchsprobleme im Ehrenamt versuchen die Verbände auch, das Ehrenamt des Tischtennisschiedsrichters attraktiver zu machen. Neben verbandsübergreifender Unterstützung und Bindungsmaßnahmen wird mit unterschiedlichen Maßnahmen auch der Einstieg erleichtert. Hierzu gehen die Verbände unterschiedliche Wege: In Bremen ist das Mindestalter für Bezirksschiedsrichter mit 14 festgesetzt – die Möglichkeit zusätzlicher Ausnahmen besteht. Der WTTV kennt zudem die Lizenz des „Verbandsschiedsrichters am Tisch“, die auf Anteile von Wettspielordnung und OSR-Einsatz verzichtet; sie entspricht dem Inhalt nach den KSR/BSR-Ausbildungen anderer Verbände und gilt für zwei Jahre, nach denen durch Fortbildung eine Umwandlung in eine „normale“ VSR-Lizenz erfolgen muss. Auch hiervon verspricht man sich eine geminderte Eintrittsschwelle.
| Verband/Stufe                 | Verbandsstufen | Verbandsstufen | National |
| ----------------------------- | -------------- | -------------- | -------- |
| Badischer TTV                 | VSR            | VSR            | NSR      |
| Bayerischer TTV               | BSR            | VSR            | NSR      |
| Berliner TTV                  | VSR            | VSR            | NSR      |
| TTV Brandenburg               | VSR            | VSR            | NSR      |
| FTT Bremen                    | BSR            | VSR            | NSR      |
| Hamburger TTV                 | BzSR           | VSR-B/A        | NSR      |
| Hessischer TTV                | KSR            | VSR            | NSR      |
| TTV Mecklenburg-Vorpommern    | BSR            | VSR            | NSR      |
| TTV Niedersachsen             | VSR            | VSR            | NSR      |
| Pfälzischer TTV               | VSR            | VSR            | NSR      |
| TTV Rheinland/Rheinhessen     | VSR            | VSR            | NSR      |
| Saarländischer TTB            | VSR-B/A        | VSR-B/A        | NSR      |
| TTV Sachsen-Anhalt            | VSR 1. Klasse  | VSR            | NSR      |
| Sächsischer TTV               | BSR            | VSR            | NSR      |
| TTV Schleswig-Holstein        | KSR            | VSR            | NSR      |
| Thüringer TTV                 | KSR            | VSR            | NSR      |
| Tischtennis Baden-Württemberg | VSR            | VSR            | NSR      |
| Westdeutscher TTV             | VSRaT          | VSR            | NSR      |

Varianten des WTTV. VSRaT, „Verbandsschiedsrichter am Tisch“ entspricht dem KSR/BSR anderer Verbände; JSR, „Juniorschiedsrichter“ entspricht einem VSR von 14–17 Jahren, der von einem Mentor begleitet wird.

## Blue Badge Umpire
Der Blue Badge Umpire – auch International Umpire – Blue Badge genannt – ist die zweithöchste Qualifizierungsstufe eines internationalen Schiedsrichters. Bei Weltmeisterschaften und Olympischen Spielen sollen nur Blue Badge Umpires oder höher eingesetzt werden.
Um ein international einheitlich hohes Leistungsniveau eines Schiedsrichters sicherzustellen, wurde Anfang der 2000er Jahre ein sogenanntes Blue-Badge-Programm definiert und realisiert. Dieses umfasst folgende Qualifizierungsmaßnahmen:
- Teilnahme an einem eintägigen Seminar in englischer Sprache, dem Advance Umpire Training (AUT).
- Schriftliche Prüfung der Regelkenntnisse mit 60 Fragen (Advanced Rules Examination (ARE), Englisch).
- Vier Einsätze unter Beobachtung bei mindestens zwei internationalen Veranstaltungen mit der Bewertung „meets expectations“ (erfüllt die Erwartungen).
- Mündliches telefonisches Interview von etwa 30 Minuten Dauer, Smalltalk in englischer Sprache.

Nach Bestehen der Prüfung werden IU-BBs auch weiterhin beobachtet und evaluiert und müssen weiterhin jeweils 3 „meets expectations“ im Zeitraum der vergangenen drei Kalenderjahre erhalten, um den Status aufrechtzuerhalten.
Mit Stand September 2023 gibt es 9 deutsche Schiedsrichter mit Blue-Badge-Umpire-Qualifikation (13 inkl. Gold Badge):
- Frank Brunssen (Hessischer TTV)
- Hartmut Essl (Hessischer TTV)
- Karl-Josef Flühr (TTV Rheinland/Rheinhessen)
- Christopher Günther (Hessischer TTV)
- Johannes Kühhorn (Bayerischer TTV)
- Jürgen Schödel (Tischtennis Baden-Württemberg)
- Gert Selig (TTV Niedersachsen)
- Matthias Tauschwitz (TTV Niedersachsen)
- Stefan Wollschläger (Berliner TTV)

## Gold Badge Umpire
Der Gold Badge Umpire oder International Umpire – Gold Badge ist die seit 2021 erstmals vergebene höchste Qualifizierungsstufe. Zusätzlich zu den Anforderungen des Blue Badge Status müssen Schiedsrichter für die Qualifizierung und den Erhalt der Stufe die ARE in jedem dritten Jahr erfolgreich wiederholen und innerhalb der letzten zwei Jahre 3 sogenannte Assessments bestehen, bei denen sie über ein gesamtes Turnier durchgehend beobachtet und bewertet werden. Innerhalb von 3 Jahren muss zudem ein Einsatz unter Beobachtung wie beim Blue Badge mit „meets expectations“ erreicht werden.
Mit Stand Januar 2024 gibt es 4 deutsche Schiedsrichter mit Gold-Badge-Umpire-Qualifikation:
- Kerstin Duchatz (Westdeutscher TTV)
- Christoph Geiger (Tischtennis Baden-Württemberg)
- Anja Gersdorf (Westdeutscher TTV)
- Nico Zorn (FTT Bremen)

## Advanced International Referee (AIR)
2011 startete der Weltverband ITTF das Advanced Referee Project zur Weiterbildung ihrer International Referees. Es kann in diesem Sinne analog zur Weiterbildung zu Blue-Badge-Schiedsrichtern gesehen werden. Zu jedem Zeitpunkt sind 10–15 Schiedsrichter in diesem Projekt. Die Auswahl wird durch einen Katalog verschiedener Kriterien getroffen: Neben Regelwissen spielen auch Sozialkompetenz, Erfahrung, Englisch-Fertigkeiten und Kommunikationskompetenz eine Rolle. Ein weiterer wichtiger Punkt ist Verfügbarkeit: Ein AIR soll mindestens 2 Turniere pro Jahr leiten und ein Wochenende für Fortbildungen zur Verfügung stehen. Jedes zweite Jahr ist ein solcher zweitägiger Fortbildungskurs obligatorisch. In diesem werden Wissen und Erfahrungen ausgetauscht.
Die Qualifizierungsmaßnahmen umfassen mehrere Treffen sowie eine mündliche und eine schriftliche Prüfung. Die ersten acht Advanced International Referees bestanden ihre Prüfung im März 2014. Unter ihnen ist der Deutsche Michael Zwipp.

## Trivia
In den 1940er Jahren agierte der von Geburt an blinde Charles Medick als Schiedsrichter. U.a. leitete er 1949 das Endspiel bei den US-Meisterschaften zwischen Marty Reisman und Dick Miles fehlerfrei.